# Olympische Winterspiele 1994/Teilnehmer (San Marino)
San Marino nahm an den Olympischen Winterspielen 1994 im norwegischen Lillehammer mit drei Athleten teil.

## Teilnehmer nach Sportarten

### Bob
| Athleten                       | Wettbewerb | Lauf 1  | Lauf 1 | Lauf 2  | Lauf 2 | Lauf 3  | Lauf 3 | Lauf 4  | Lauf 4 | Gesamt      | Gesamt |
| Athleten                       | Wettbewerb | Zeit    | Rang   | Zeit    | Rang   | Zeit    | Rang   | Zeit    | Rang   | Zeit        | Rang   |
| ------------------------------ | ---------- | ------- | ------ | ------- | ------ | ------- | ------ | ------- | ------ | ----------- | ------ |
| Männer                         |            |         |        |         |        |         |        |         |        |             |        |
| Dino Crescentini Mike Crocenzi | Zweierbob  | 55,36 s | 41     | 55,11 s | 39     | 55,35 s | 41     | 55,43 s | 41     | 3:41,25 min | 41     |

### Ski Alpin
| Athleten        | Wettbewerbe  | 1. Lauf | 1. Lauf | 2. Lauf | 2. Lauf | Gesamt | Gesamt |
| Athleten        | Wettbewerbe  | Zeit    | Rang    | Zeit    | Rang    | Zeit   | Rang   |
| --------------- | ------------ | ------- | ------- | ------- | ------- | ------ | ------ |
| Männer          |              |         |         |         |         |        |        |
| Nicola Ercolani | Riesenslalom | DNF     | DNF     | DNF     | DNF     | DNF    | DNF    |